# Kottebäddskål
Kottebäddskål (Tapesia strobilicola) är en svampart som först beskrevs av Rehm, och fick sitt nu gällande namn av Pier Andrea Saccardo 1889. Enligt Catalogue of Life ingår Kottebäddskål i släktet Tapesia, ordningen disksvampar, klassen Leotiomycetes, divisionen sporsäcksvampar och riket svampar, men enligt Dyntaxa är tillhörigheten istället släktet Tapesia, familjen Dermateaceae, ordningen disksvampar, klassen Leotiomycetes, divisionen sporsäcksvampar och riket svampar. Arten är reproducerande i Sverige. Inga underarter finns listade i Catalogue of Life.